# Nehms
Nehms település Németországban, Schleswig-Holstein tartományban. Lakosainak száma 577 fő (2023. december 31.).

## Népesség
A település népességének változása:
| Lakosok száma | 487  | 556  | 559  | 567  | 582  | 582  | 577  |
|               | 1975 | 2014 | 2017 | 2019 | 2021 | 2022 | 2023 |